# 2-я манёвренная воздушно-десантная бригада
2-я манёвренная воздушно-десантная бригада (2-я мвдбр) — воинское соединение Вооружённых сил СССР, принимавшее участие в Великой Отечественной войне.

## История формирования
16 августа 1942 года ГКО СССР принял постановление № 2178с «О восстановлении 8 воздушно-десантных корпусов и 5 воздушно-десантных манёвренных бригад». Согласно утверждённому новому штату № 035/13-035/25, отдельная манёвренная воздушно-десантная бригада получила личный состав из 3206 человек.
Планом по развертыванию ВДВ КА было предусмотрено формирование 2 мвдбр с личным составом 3284 чел. в период с 1.10.1941 г. по 1.01.1942 г. со сроком боевой готовности 10.01.1942 г. в Приволжском военном округе. Формирование проводилось в с. Зельман Зельманского кантона АССР Немцев Поволжья (26.06.1942 г. c. Зельман переименовано в р. п. Ровное Ровенского района Саратовской области).
Командный начальствующий состав бригады прибывал, в основном, из военных училищ ВДВ РККА и комплектовался за счет 201 и 204 воздушно-десантных бригад, уже принимавших участие в боевых действиях. Командный состав стал прибывать в с. Зельман большими группами с 17.09.1941 г. С 1.10.1941 г. вместе с продолжающим прибывать командным составом стали прибывать большие группы рядового и младшего начальствующего состава: примерно 85 % призывников прибыли из РВК Саратовской области, остальные — из РВК Пензенской области, Татарской АССР, Московской области и других регионов. Формирование проводилось, в основном, за счёт призывников 1922—1923 г. р. В этот период бригада именовалась 2 мвдбр Приволжского военного округа.
Формирование и подготовка 2 мвдбр проходило в с. Зельман в сентябре-декабре 1941 г., затем бригада была передислоцирована и с 30.12.1941 г. продолжила подготовку в г. Ступино Московской области (2 мвдбр Московского военного округа).
Командиром 2 мвдбр был назначен капитан (на сентябрь 1941 г.) Василенко Гавриил Тарасович, 1910 г. р., родившийся в Днепропетровской области, Украина. В июле 1932 году был призван в ряды РККА. Сначала учился в Киевской военной школе, а в декабре 1933 г. переведён в Объединённую Белорусскую военную школу им. М. И. Калинина (г. Минск), закончив которую в 1935 году, первым в стране получил звание «лейтенант», которое только что было введено в армии. С сентября 1935 г. — командир взвода, начальник полковой школы, командир роты, помощник начальника штаба полка, командир стрелкового батальона 11 сп 4 сд им. Германского пролетариата Белорусского военного округа (г. Слуцк). Принимал участие в походе в Западную Украину и Западную Белоруссию в сентябре 1939 г. В январе 1940 г. был назначен на должность командира 3-го стрелкового батальона 101 сп 4 сд. Батальон под командованием старшего лейтенанта Г. Т. Василенко действовал более решительно и успешно, чем другие части КА. В феврале 1940 года в ходе атаки высоты с финскими дотами батальон овладел ими в рукопашной схватке, прорвал оборону противника, захватил несколько населённых пунктов. 10 марта 1940 года батальон под командованием Василенко отличился в бою на реке Вуокса. Был осуществлён прорыв сильно укрепленной Вуоксинской оборонительной системы белофиннов и заняты 4 деревни. 11.03.1940 г. Василенко был ранен пулей в грудь, рана быстро затянулась. Указом Президиума Верховного Совета СССР от 7 апреля 1940 года за образцовое выполнение боевых заданий командования и проявленные при этом отвагу и геройство старшему лейтенанту Гавриилу Тарасовичу Василенко присвоено звание Героя Советского Союза с вручением ордена Ленина и медали «Золотая Звезда» (№ 348). В сентябре 1941 г. закончил 1-й курс Военной академии имени М. В. Фрунзе.

## Состав бригады
- Управление бригады
- 1-4 парашютно-десантные батальоны
- Отдельный артиллерийский дивизион
- Отдельная разведывательно-самокатная рота
- Отдельная сапёрно-подрывная рота
- Отдельная зенитно-пулеметная рота
- Отдельная рота связи

## Участие в боевых действиях
26.02.1942 г. командир бригады подполковник Василенко Г. Т. и военный комиссар бригады ст. батальонный комиссар Ратнер М. Б. были вызваны в ВС ВДВ КА, г. Москва, и получили следующее предварительное распоряжение: с 1.03.1942 г. бригаду перебросить по ж. д. на Северо-Западный фронт в район Едрово и поступить в распоряжение командующего СЗФ.
1.3.1942 г. весь личный состав и необходимое имущество для десантирования были погружены в эшелоны и 2.3.1942 г. отправлены согласно предварительному распоряжению. В состав действующей армии 2 мвдбр входила со 2.3.1942 г. по 5.5.1942 г. На небольшую станцию Выползово Ленинградской (с 1944 г. — Новгородской) области бригада прибыла на 3-и сутки 5.3.1942 г., разгружались ночью. Разместились в окрестных деревнях.
При штатном расписании бригады в 3149 чел. и фактическом списочном составе 2947 чел., за минусом оставшихся в г. Ступино 70 чел. (12 чел. для охраны имущества и 58 чел. в больнице г. Ступино) на СЗФ прибыло 2877 чел. С учётом оставшихся в пункте снабжения в Выползово 26 чел. и отставших по дороге к линии фронта на 3-х сломавшихся машинах 44 чел., вернувшихся в Выползово, всего 70 чел., в рейде в тыл врага приняли участие 2807 чел. В составе бригады было 250 коммунистов и 1700 комсомольцев. Каждый боец имел теплое обмундирование, валенки, специальные теплые костюмы. Вооружение бригады состояло из 596 винтовок, 92 снайперских винтовок, 955 самозарядных винтовок, 850 ППШ, 150 ручных пулеметов, 30 противотанковых ружей, 36 50-мм. минометов и 20 82-миллиметровых минометов, 1,5 боекомплекта и на 3 суток продовольствия.
Первая задача, которая была получена от командования СЗФ 6.3.1942 г., была следующая:
Десантирование бригады произвести с 3-х аэродромов района Выползово в тыл противника в район западнее г. Порхов с задачей:
а) перерезать шоссейную и ж. д. Порхов — Псков.
б) уничтожить немецкий гарнизон в Порхове и овладеть последним. В дальнейшем наступать на Дно и овладеть им.
Все вопросы до вылета были отработаны к 8.3.1942 г. полностью, то есть личный состав, грузы и т. д. были сосредоточены на аэродромах и по кораблям, вся документация десантирования была отработана.
Вторая задача, полученная 9.3.1942 г.:
Весь личный состав бригады собрать и сосредоточить в Выползово.
Все имущество и грузы распаковать и раздать на руки.
Командиру и комиссару бригады прибыть на КП ВС СЗФ за получением задачи.
Вторая задача поставлена следующая: автотранспортом перебросить бригаду в район Веретейка, а затем лыжным рейдом в район Лужно и атаковать его с юго-запада.
В директиве Ставки ВГК № 8467/ж командующему войсками Северо-Западного фронта и представителю ставки Н. А. Булганину «О разгроме демянской группировки противника» от 9 марта 1942 г. 03 ч 45 мин. указывалось: Ставка Верховного Главнокомандования в связи с тем, что выброска в ближайшие дни парашютного десанта в район Порхова результатов не даст, разрешает дополнительно использовать 2-ю и 204-ю воздушно-десантные бригады для действий в тылу демянской группы противника, обязательно увязав действия этих бригад с действиями войск, наступающих с фронта.
12.3.1942 г. командир и комиссар бригады отправились по маршруту бригады и по пути, примерно в 15-17.00 заехали на КП СЗФ, где и получили новую (третью) задачу:
Утром 14.3.1942 г. перейти линию фронта в районе д. Норы лыжным рейдом, выйти в район ст. Лычково и ударом с юго-запада на рассвете 16.3.1942 г. уничтожить противника и овладеть Лычково. В дальнейшем задача указана не была. Об этой задаче, кроме командира и комиссара бригады, никто не знал до их прибытия в район д. Веретейка, то есть район сосредоточения бригады для действия лыжным рейдом. По прибытии командира и комиссара бригады вечером 12.3.1942 г., когда передовые батальоны готовились к маршу, командир бригады созвал некоторых командиров штаба и батальонов и поставил (объявил) новую задачу. По прибытии начальника штаба бригады и некоторых командиров штаба стало известно об объявлении новой задачи и её выполнении частями и подразделениями. Постановка этой новой задачи на ходу привела к тому, что почти весь личный состав частей задачи не знал. Командиры и штабы батальонов даже не успели отработать карты и азимуты.
Неоднократное изменение задачи говорит о том, что операция не была хорошо продуманной и тщательно организованной.
Постановка задачи на ходу привела к тому, что части и подразделения задачу не знали, а потому не совершали организованный марш, а маршировали, блуждая и перепутываясь.
Штаб бригады не мог организовать никакого взаимодействия и управления на марше.
В результате блуждания частей, это привело к излишнему изматыванию сил и неоднократному изменению решений командира бригады.
Несмотря на потерю ориентации некоторыми частями, все же бригада к 24-00 13.3.1942 г. сосредоточилась на исходном положении в районе Норы и на рассвете (4-00) 14.3.1942 г. перешла линию фронта на лыжах. К 24-00 части и подразделения бригады, после тяжелого марша, сосредоточились в лесах западнее и восточнее болота Щекочий Мох и Тёмненькое. Так как марш совершался в условиях ночи по азимуту, по густому лесу с глубоким снежным покровом (высота снежного покрова составляла 70-80 см.), то батальоны оторвались друг от друга и связи между собой и командиром бригады, который находился с 4-м батальоном, не имели.
Кроме того, часть людей, везущих грузы на волокушах, отстала от своих подразделений, перемешалась между собой.
К исходу 15.3.1942 г. 1-й и 3-й батальоны сосредоточились в лесу в 2 км юго-западнее д. Грязная Новинка, 4-й батальон в 1-м км. южнее д. Заболотье и 2-й батальон в лесу 2 км северо-западнее д. Починок. В силу этого ночь с 15 на 16.3.1942 г. и день 16.03.1942 г. были потрачены на установление связи с батальонами и между ними, а также подтягивания отставших. К исходу 16 марта части бригады собрались в районе леса 1 км южнее д. Заболотье.
До сосредоточения бригады в этом районе организованной разведкой было установлено наличие противника в д. Заболотье и д. Горелое Березно силою до 2-х рот в каждом, а также системы огня, перекрывающие дорогу между этими населенными пунктами, мешающие выходу частей в район исходного положения для атаки Лычково.
Командиром бригады было принято решение:
3-й батальон с зенитно-пулеметной ротой атакует Заболотье, захватывает его и обеспечивает переход остальным подразделениям бригады в район леса юго-западнее Лычково — исходного положения для атаки на Лычково.
17.3.1942 г. в 16-00 3-й батальон в полном составе с 2-мя ротами 4-го батальона (1 и 2-й ротами) и батареей минометного дивизиона атаковал д. Заболотье, имея некоторый успех. Ворвался на окраину Заболотье, его не закрепил, в беспорядке отошел в район леса южнее Заболотье 1 км, вывел туда и всех своих раненых и вместо того, чтобы выполнять приказ командира бригады о действии на Лычково, за бригадой не пошел и вышел обратно к утру 22 марта. (по маршруту, где бригада переходила линию фронта). Всего с группой Котеловского (отдельный артиллерийский дивизион) вышло из тыла по этому маршруту к д. Свинорой, Беглово 847 чел., из них отправлено в госпиталь раненых и обмороженных 336 чел.
Остальные подразделения бригады во 2-й половине 17.03.1942 г. с интервалом 2-3 часа выступили в направлении с. Лычково. В 4-30 18.03.1942 г. 1 и 4-й пдб (в составе 3-й, миномётной роты и спецвзводов) почти одновременно вышли к восточной опушке леса юго-западнее с. Лычково (вместо намечавшейся поляны в лесу) и попали под сильный пулемётный огонь из ДЗОТов и миномётный обстрел. Развёртывание для атаки производилось под огнём, без связи и взаимодействия между батальонами, естественно, что люди перемешались и потеряли свои подразделения и батальоны, понеся большие потери и, не добившись никаких результатов, отошли в лес 2 км западнее с. Лычково, подвергаясь во время отхода миномётному обстрелу. 2-й батальон, двинувшись от д. Заболотье на восточный берег р. Полометь с задачей пересечь её и атаковать с. Лычково с юго-востока, со стороны МТС, реку не перешёл и вышел в район южнее отметки 58,3, где его догнал командир бригады со штабом. В этом районе батальон и расположился, дожидаясь розыска и подхода остальных частей бригады. 18 марта и до 16.00 19 марта четыре разведгруппы производили поиски 2-го батальона с командиром бригады, но ничего не разыскали. В течение этого времени батальоны неоднократно подвергались бомбёжке авиацией противника. Не разыскав командира бригады, 1-й и 4-й батальоны в 16.00 19 марта двинулись на север ближе к Лычково, имея задачей, в зависимости от результатов высланной вперёд разведки, или атаковать станцию Лычково для соединения со своими частями, или прорываться через фронт на север западнее Лычково. К 18.00-19.00 разведка наткнулась на командира бригады и к исходу 19 марта части бригады объединились в районе южнее отметки 58,3 в составе 1-й и 2-й батальоны, часть 4-го батальона, Управление бригады и остатки спецподразделений.
Резерв командира бригады — взвод санроты, взвод роты связи, взвод разведроты, комендантский взвод управления бригады, две батареи артдивизиона — двинулся по маршруту 2 батальона, сбился и к 6.00 18.3. подошёл к дороге Заболотье — Горелое Березно в 1-м км западнее последнего, где был обстрелян противником из автоматов и ручных пулеметов. Одна батарея, взвод разведроты и комендантский взвод проскочили дорогу, остальные (взвод санроты, взвод роты связи и одна батарея артдивизиона) во главе с командиром артдивизиона капитаном Котеловским были последним остановлены командой «Назад», «передние попали в плен, противник нас окружает». Часть воинов этой группы, которые шли впереди при переходе автодороги, попали в плен, часть пробилась через дорогу и соединились с основными частями бригады у Лычково. Эту группу бойцов (не перешедших дорогу) командир артдивизиона возвратил по старому маршруту в Свинорой к 20.3.42 г.
Расположение бригады неоднократно обстреливалось немцами из миномётов, имелись жертвы, физическое состояние людей было очень тяжёлое. Весь состав бригады к этому времени в течение 3-х суток не имели пищи. Люди устали без еды и отдыха, большой процент обмороженных и боеспособность имели чрезвычайно малую (температура воздуха в районе с. Лычково в период 12-21.03.1942 г. составляла от −10-15 днем и до −33 градусов ночью).
20 марта утром первоначально командиром бригады было принято решение, двинувшись на север, овладеть железной дорогой, закрепиться, повернуть на восток и атаковать с. Лычково с запада. В таком духе и была поставлена задача батальонам, но в последнюю минуту это решение командиром бригады, в связи с докладом комбатов о не боеспособности людей, было изменено и была поставлена задача двигаться через ж. д. на север для соединения со своими частями.
Бригада шла 3-мя колоннами, на правом фланге 1-й и 4-й батальоны, на левом 2-й. По донесениям командира бригады, в этой части бригады было 1200 чел. В процессе движения под сильным миномётным огнём и огнём автоматчиков колоны перемешались. 1-й батальон оторвался вправо. Переход через шоссейную и железную дороги производился без всяких мер подавления противника, под сильным огнём автоматов и пулемётов из ДЗОТов, никакие команды по развёртыванию не выполнялись, люди толпой шли вперёд прямо на пулемёты, потеряв при этом большое количество комсостава и бойцов (по наградным листам и воспоминаниям ветеранов, боевые действия по подавлению огневых точек противника, захвату и уничтожению ДЗОТов и прикрытию прохождения колонн бригады частью личного состава выполнялись). К 16.00 20 марта основная часть бригады перешла через ж. д. в лес и получила от командира бригады приказание двигаться в д. Глинка. Так как управление частями было потеряно, то отдельные колонны и группы двигались самостоятельно и к утру 21 марта сосредоточились в районе деревень Охта и Лонна, представляя собой беспорядочное и изнурённое скопление людей. Численность этой части бригады составляла 982 чел., в том числе 128 раненных и 330 обмороженных, убитые исчисляются 200—218 чел.
В д. Лонна командование бригады было встречено комиссаром группы «Москва» Вороновым и от него получило задачу по сосредоточению частей бригады в Лонне и подготовке к немедленным боевым действиям. Это было выполнено, к 22.03.1942 г. из оставшихся в строю десантников 2 мвдбр был сформирован 1 батальон численность 320 чел.
При выходе бригады из немецкого тыла 20.03.1942 г. был ранен командир бригады подполковник Василенко Гавриил Тарасович и обморожен военный комиссар, ст. батальонный комиссар Ратнер Мендель Беркович. По причине невыполнения 2 мвдбр поставленной задачи — захвата ст. Лычково и прилегающего участка ж. д., Военный совет 34 Армии отстранил их от руководства и назначил командиром бригады бывшего начальника штаба 2 мвдбр майора Свитанько С. П., комиссаром — бывшего начальника политотдела бригады батальонного комиссара Муллина Г. Г., начальником штаба — бывшего начальника химической службы бригады майора Беляева Ю. Н., передав бригаду в оперативное подчинение группе «Москва».
Из личного состава бригады, оставшегося в строю, к 22.03.1942 г. был сформирован 1 батальон, а 28.03.1942 г. 2-й батальон из числа вышедших из немецкого тыла в районе Свинорой, Беглово 23-25.03.1942 г. в/с. В состав батальонов поставили весь личный состав, включая писарей, музыкантов, столяра, оружейных мастеров и т. д. Бригада предприняла несколько отчаянных, но не принёсших результатов атак на Лычково с севера, и после последней атаки 29.03.1942 г. в строю осталось (по материалам приказов по 2 мвдбр) 316 в/с из числа прибывших на СЗФ 10.03.1942 г. 2877 чел., то есть 11 %.
По донесению Управления бригады численность состава на 1.04.1942 г.:
— вышло в операцию: 2881 чел.
— вернулось из операции: 1666 чел., из них налицо 482 чел., в госпитале 1184 чел., в том числе 661 раненых и 523 — обмороженных.
— не вернулись: 1215 чел., в том числе 565 убиты и 650 — не выявлено.
Бои 2 мвдбр после выхода из немецкого тыла 20-21.03.1942 г.:
— до 22.03.1942 г. вышедшие подразделения приводили себя в порядок.
— 22.03.1942 г. — 1 пдб в количестве 316 чел. наступал на ж. д. полотно Лычково — Кневицы, успехов не имел, потерял убитыми и раненными 200 чел.
— 23.03.9142 г. — один взвод роты 2 мвдбр прикрывал фланг опергруппы «Москва», остальная часть роты в составе 116 чел. участвовала в разведке группами по 6-8 чел., а затем в атаке из района леса у д. Глинка, успехов не имела, потеряла 75 чел. убитыми и ранеными.
— 26.03.1942 г. в атаке на Лычково с северо-запада совместно с батальоном 87 сп участвовало 320 чел. из 2 мвдбр, успеха не имели, потери убитыми и ранеными свыше 200 чел.
— утром 27.03.1942 г. в район д. Лонна прибыла группа в составе 511 чел. из состава 3 пдб, 2-х батарей артдивизиона, 2-х рот 4 пдб, взвода санитарной роты, взвода роты связи, взвода разведроты, комендантского взвода управления бригады, вышедших из немецкого тыла 23-25.3.1942 г. у д. Свинорой, Беглово.
29.03.1942 г. этой группой совместно с батальоном 87 сп в количестве 150 чел. осуществлялось наступление на ж. д. вокзал и район школы в с. Лычково, успехов не имели (отдельные группы десантников 2 мвдбр и военнослужащих 87 сп проникли за линию ж. д., но, при отсутствии поддержки своей артиллерии (наша артиллерия, ввиду отсутствия боеприпасов, после утренней артподготовки стреляла отдельными выстрелами, в то время как немецкая артиллерия, в условиях окружения, вела массированный артиллерийский и минометный обстрел, активно применяла бомбардировочную авиацию) и усилении пулеметного и артиллерийско-минометного обстрела со стороны немцев, вынуждены были отойти назад, потери 2 мвдбр убитыми и ранеными составили 300 чел.
Всего с 22 по 30 марта 1942 г. при атаках с фронта на с. Лычково бригада потеряла убитыми и ранеными 775 чел.
На 1.04.1942 г. в бригаде осталось 404 чел., из них 100 — комначсостав, 80 — младший комсостав и 224 — рядовой состав.
30.03.1942 г. с 5-00 2 мвдбр начала движение в район д. Семеновщина, оставив 1 взвод 87-му сп., закрепившемуся у ж. д. севернее ст. Лычково. Командный пункт 2 мвдбр, находившийся с 21.03.1942 г. в д. Лонна Лычковского района Ленинградской области, 30.03.1942 г. был перенесен в д. Семеновщина (7 км восточнее с. Лычково, на карте имеет наименование д. Семеновщина-66). Бригада была выведена в резерв 34 Армии, и больше в оперативных сводках 34 Армии и СЗФ не упоминается. К исходу 2.04.1942 г. сводный батальон 2 мвдбр занимал оборону в районе д. Подолы, управление бригады располагалось в д. Семеновщина. На станции (селе) Любница располагалась база снабжения 2 мвдбр, ещё одна база с имуществом бригады с начала марта 1942 г. находилась в с. Выползово.
1 мая 1942 г. в/с 2 мвдбр стали отводить с передовой и отправлять в г. Ступино Московской области на переформирование. 5 мая 1942 г. последние вагоны с воинами 2 мвдбр были отправлены с СЗФ.
15.04.1942 г. выписался из госпиталя подполковник Василенко Гавриил Тарасович, 20.04.1942 г. вернулся в Москву из госпиталя старший батальонный комиссар Ратнер Мендель Беркович. Они приступили к руководству бригадой в г. Ступино и стали формировать подразделения из поступающих из госпиталей в/с. Руководившие 2 мвдбр в период с 22.03.1942 г. до 5 мая 1942 г. на основании приказа Военного Совета 34 Армии СЗФ № 048 от 20.03.1942 г. майор Свитанько Степан Прокофьевич и батальонный комиссар Муллин Георгий Гурьевич, после прибытия в г. Ступино с СЗФ в подчинение ВДВ, заняли свои прежние должности и, на основании решения Военного Совета ВДВ КА, убыли 6.05.1942 г. в распоряжение начальника отдела кадров ГУ ВДВ КА.
С 1.05.1942 г. в бригаду начинает поступать пополнение командного состава, а с 1.06.1942 г. — рядового состава. Пополнение поступало из Сибирского Военного Округа, из Вологодского, Курского, Тульского, Ивановского, Орловского ОВК. Личный состав бригады с учётом командного состава обновился на 80 %. В мае-июле 1942 г. проходило пополнение, формирование и подготовка личного состава 2 мвдбр.
На основании директивы заместителя Народного комиссара обороны № орг/2/2421 от 2.08.1942 г. 2 мвдбр была переформирована в 6 гв. стрелковую бригаду, которая в составе 10 гв. ск в августе 1942 г. из состава ВДВ убыла из г. Ступино Московской области на Северо-Кавказский фронт и больше в состав ВДВ не возвращалась.
Постановлением ГКО СССР № 2178 от 16.08.1942 г. была образована 2 мвдбр 2-го формирования. Она формировалась в г. Ступино Московской области. Рядовой и младший начальствующий состав прибывал, в частности, из Кировской области. Её командиром стал подполковник Багдасаров Захар Сергеевич, 1909 г. р., в КА с 1931 г., призван Армавирским РВК Краснодарского края, армянин, участвовал в присоединении Западной Белоруссии. Награждён Орденом Красного Знамени за бои с белофиннами. В Великой Отечественной войне капитан Багдасаров с первых дней: помощник начальника штаба 355-го стрелкового полка 100-й стрелковой дивизии, начальник штаба, а затем и командир этого полка. Участник боёв под Ельней, сражается за Москву. В январе 1942 г. награждён Орденом Красной Звезды, капитан, начальник штаба 355 сп 1 гв. дивизии Юго-Западного фронта. Был контужен в декабре 1941 г. в боях за г. Ельня. Военным комиссаром был назначен старший батальонный комиссар Ратнер Мендель Беркович, который служил в этой должности во 2 мвдбр 1-го формирования.
15.12.1942 г. 2 мвдбр 2-го формирования преобразована в 12 гв. вд полк 4 гв. вдд.

## Источник
1. ЦАМО Опись фонда Управления командования ВДВ Оперативный отдел штаба № 11431 дело № 15
2. ЦАМО Опись фонда 6 гв. сбр Приказы по 2 мвдбр